# Aplidium pererratum
Aplidium pererratum is een zakpijpensoort uit de familie van de Polyclinidae. De wetenschappelijke naam van de soort is voor het eerst geldig gepubliceerd in 1912 door Sluiter.